# Огородников, Алексей Михайлович
Алексей Михайлович Огородников (10 августа 1923 — 1992) — советский музыкант, солист, исполнитель на ударных инструментах (перкуссионист), ксилофонист, аранжировщик. Солист оркестра Большого театра СССР. Участник дуэта «Алексей Огородников — Олег Буданков».

## Биография
Родился в семье артиста мимического ансамбля Большого театра Михаила Константиновича Огородникова (1881-?).
В 1938—1941 гг. учился в Государственном музыкальном училище имени Гнесиных в классе В. П. Штеймана.
С 1938 по 1941 и с 1947 года-артист оркестра Большого театра СССР, солист группы ударных инструментов.
В 1942—1943 гг. служил в музыкальном взводе Рижского военного училища в г. Стерлитамаке
В 1943—1947 гг. служил в Музыкальном ансамбле Южно-Уральского ВО в г. Чкалове.
С 1942 по 1945 годы — участник фронтовых концертных бригад.
С 1947 по 1989 работал в оркестре Большого театра СССР. С 1957 года — солист оркестра.
С 1955 года выступал в дуэте ксилофонистов, который создал вместе с О. А. Буданковым.
Многие годы совмещал работу в оркестре Большого театра с сольной и ансамблевой деятельностью. Совместно с Олегом Буданковым и другими артистами ГАБТ СССР был первым исполнителем «Кармен-Сюиты» Родиона Щедрина. В составе оркестра Большого театра играл соло в балетах Кармен-сюита, Спартак, Подпоручик Киже, Легенда о любви, Болеро, История солдата, Индийская поэма. Участвовал в инструментовке балетов Лейли и Меджнун, Спартак, Конёк-Горбунок, Кармен-сюита, Анна Каренина.
В качестве солиста и участника ансамблей неоднократно записывался на пластинках «Мелодии» и других советских фабрик грамзаписи. Сотрудничал с Ансамблем ЭМИ Вячеслава Мещерина, ансамблем Виртуозы Москвы, Эстрадным оркестром Всесоюзного радио под управлением Юрия Силантьева и многими другими коллективами. Занимался усовершенствованием ударных инструментов.
Преподавал в Государственном музыкальном училище имени Гнесиных.
Заслуженный артист РСФСР (1976).